# 태풍 프라피룬 (2018년)
필리핀에서 열대폭풍 플로리타(Severe Tropical Storm Florita)로 알려진 태풍 프라피룬(태국어: พप्रะพ्त्रุณ)은 일본에서 발생한 홍수를 악화시키고 이웃 한국에도 영향을 미친 1급 태풍이었다. 폭풍은 필리핀 인근 저기압 지역에서 형성되어 태풍으로 강화된 후 일본해로 진입했다. 일곱 번째 폭풍이라고 불리는 태풍이자 연례 태풍 시즌의 첫 번째 태풍이다. 프라피룬은 6월 28일 루손 북부 해안에서 멀리 떨어진 저기압 지역에서 발생했다. 서쪽으로 이동하면서 급속도로 열대성 폭풍으로 발전해 다음날 필리핀해의 유리한 조건으로 인해 프라피룬이라는 이름을 얻었다.
프라피룬은 건조한 공기에도 불구하고 상부 흐름이 양호하여 일반적으로 개발을 방해했다. 열대 폭풍은 류큐 제도를 향해 더 북서쪽으로 이동했다. JMA는 7월 1일 심각한 열대성 폭풍으로 발전했고 그날에도 PAR을 떠났다. 일본을 향해 이동하면서 프라피룬은 류큐 제도의 구메지마정을 통과한다. 프라피룬은 나중에 1급 태풍으로 더욱 강화되었다. 프라피룬은 최고 강도에 도달한 직후 일본과 한반도 사이를 가깝게 통과한 후 열대성 폭풍으로 약해졌다. 그 후 7월 5일에 온대 지방으로 변한 후 다음 날 소멸되었다.